# 沃苏勒
沃苏勒（法語：Vesoul，法語發音：[vəzul] ⓘ 或 [vəzu]），法国东部城市，勃艮第-弗朗什-孔泰大区上索恩省的一个市镇，同时也是该省的省会，下辖沃苏勒区，其市镇面积为9.07平方公里，2022年1月1日时人口数量为15,306人，是该省人口最多的市镇，在法国市镇中排名第642位。
沃苏勒位于上索恩省中部，索恩河支流迪尔容河畔，自中世纪开始即为这一地区的区域行政中心，巴黎－米卢斯铁路经过境内并设有车站，标致雪铁龙集团在沃苏勒境内设有分工厂，而沃苏勒也因法国歌手雅克·布雷尔的同名歌曲而名声大噪。

## 地名来源
“沃苏勒”一名来源于拉丁语“Castrum Vesulium”，意为“沃叙吕城堡”，其中“沃叙吕”意为“山岭”，即指今拉莫特山。这一名称最初出现于公元9世纪。

## 历史

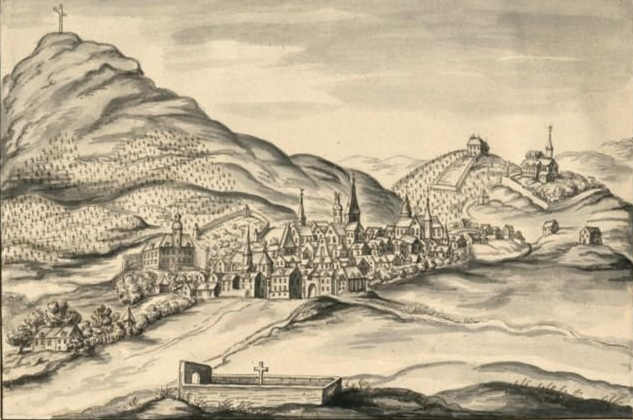
17世纪的沃苏勒

高卢-罗马时期，两条罗马大道（Voie romaine）在沃苏勒附近交汇，但彼时未形成城镇。公元899年，这一地区的一处山丘顶上处出现了“沃叙吕城堡”（法語：Château fort），这通常被认为是沃苏勒城市建设的开端。公元1019年，勃艮第的奥特-纪尧姆封吉尔贝尔一世为沃苏勒子爵，沃苏勒首次成为了地区行政中心。公元13世纪，沃苏勒的犹太商人埃利奥家族为这一地区的贸易带来了发展，并使得沃苏勒于公元14世纪其成为上弗朗什-孔泰地区的首府。1678年，尼美根条约使得包括沃苏勒在内的整个弗朗什-孔泰划归至法兰西王国。法国大革命后，原上弗朗什-孔泰地区的大部分地区组成上索恩省，沃苏勒成为该省的一个市镇，并因其地理位置居中而成为省会。工业革命期间，多条铁路线在沃苏勒交汇，当地形成一个区域性的铁路枢纽，人口数量逐年增加。第二次世界大战期间，沃苏勒被纳粹德军占领，后于1944年9月12日解放。20世纪中后期，沃苏勒城市逐渐向北扩张，包括标致雪铁龙集团在内的多家大型企业在沃苏勒境内建立工厂。

## 地理

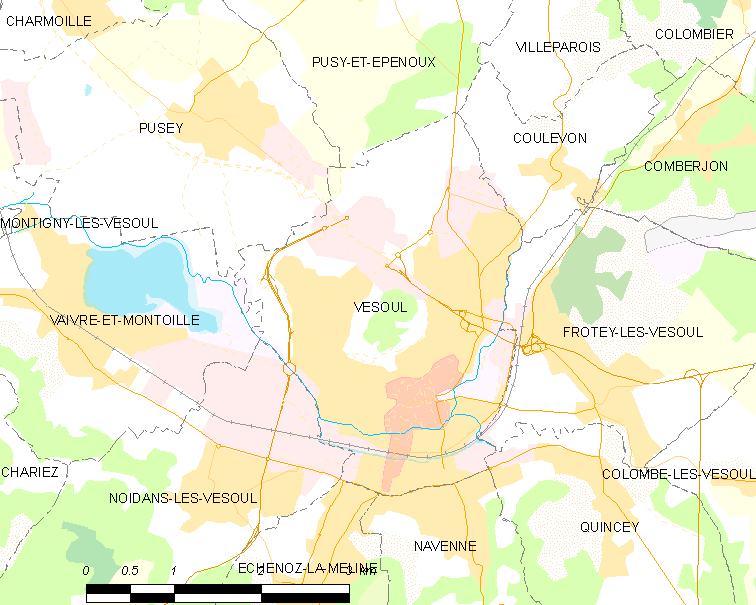
沃苏勒市镇范围地图

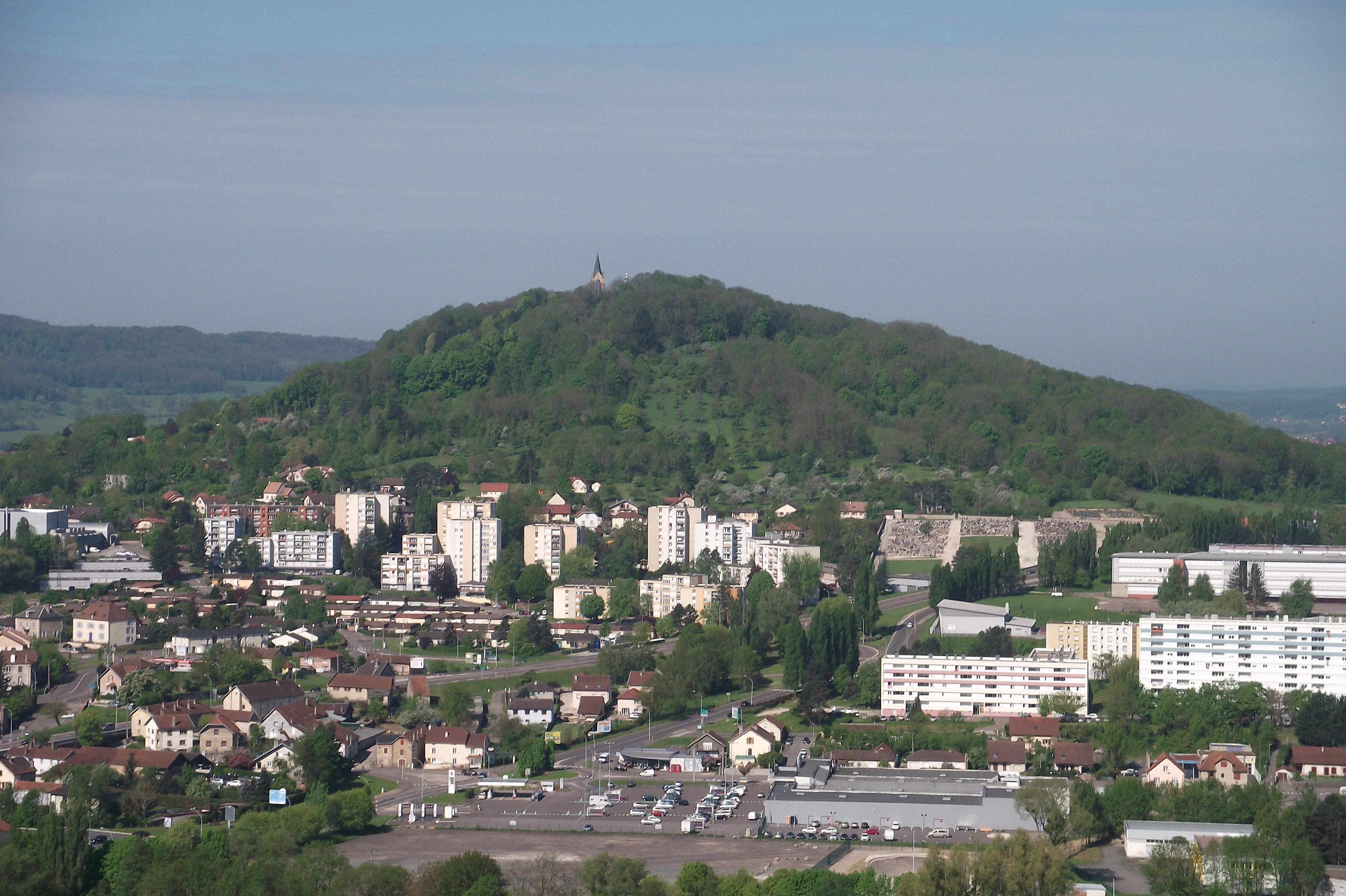
沃苏勒市中心的拉莫特山 (沃苏勒)

沃苏勒位于法国东部偏北，勃艮第-弗朗什-孔泰大区的东北部和上索恩省的中部。距离大区首府第戎大约110公里，距离法国首都巴黎约370公里。与沃苏勒接壤的市镇包括：皮西-埃珀努、埃什诺拉梅利讷、库勒翁、弗罗泰莱沃苏勒、纳韦讷、努瓦当莱沃苏勒、皮塞、坎塞、韦夫尔和蒙图瓦耶。

### 地形
沃苏勒位于孚日山南部延伸地带，所处地区属于浅丘地貌，其中市区大致环绕拉莫特山丘（La Motte）呈“O”字形分布，市镇中心地势较为平坦。整个沃苏勒市镇范围的海拔在213至375米之间。

### 水文
沃苏勒属于法国五大流域之一的罗讷河流域，其支流迪尔容河和二级支流科隆比讷河自东向西流经沃苏勒市区并交汇，市区西北部则有人工开凿形成的沃苏勒-韦夫尔湖。

### 植被
沃苏勒属于温带阔叶混交林区，市区内的主要绿地公园包括儿童公园（Parc d'Enfant）、英格兰花园（Jardin anglais）等，均常年免费向公众开放。
在鲜花城市的评比中，沃苏勒被评为3星级鲜花城市。

### 气候
沃苏勒属于带有大陆性特征的温带海洋性气候，年温差小，降水均匀，因其距离海岸线相对较远，故当地气候又有一定的大陆性特征。
沃苏勒境内设有气象站，以下为该气象站的数据（其中日照数据取自位于沃苏勒东北大约40公里的吕克瑟伊莱班）：
| 沃苏勒1981年－2019年 | 沃苏勒1981年－2019年 | 沃苏勒1981年－2019年 | 沃苏勒1981年－2019年 | 沃苏勒1981年－2019年 | 沃苏勒1981年－2019年 | 沃苏勒1981年－2019年 | 沃苏勒1981年－2019年 | 沃苏勒1981年－2019年 | 沃苏勒1981年－2019年 | 沃苏勒1981年－2019年 | 沃苏勒1981年－2019年 | 沃苏勒1981年－2019年 | 沃苏勒1981年－2019年 |
| 月份                 | 1月                  | 2月                  | 3月                  | 4月                  | 5月                  | 6月                  | 7月                  | 8月                  | 9月                  | 10月                 | 11月                 | 12月                 | 全年                 |
| -------------------- | -------------------- | -------------------- | -------------------- | -------------------- | -------------------- | -------------------- | -------------------- | -------------------- | -------------------- | -------------------- | -------------------- | -------------------- | -------------------- |
| 历史最高温 °C（°F）  | 16.5 (61.7)          | 23 (73)              | 26.5 (79.7)          | 29.5 (85.1)          | 33.5 (92.3)          | 37 (99)              | 40.5 (104.9)         | 40.5 (104.9)         | 34.5 (94.1)          | 29.5 (85.1)          | 25 (77)              | 20 (68)              | 40.5 (104.9)         |
| 平均高温 °C（°F）    | 5.8 (42.4)           | 7.7 (45.9)           | 12.4 (54.3)          | 16.4 (61.5)          | 20.9 (69.6)          | 24.3 (75.7)          | 26.9 (80.4)          | 26.5 (79.7)          | 21.9 (71.4)          | 16.8 (62.2)          | 10.2 (50.4)          | 6.3 (43.3)           | 16.3 (61.3)          |
| 日均气温 °C（°F）    | 2.4 (36.3)           | 3.5 (38.3)           | 7.2 (45.0)           | 10.3 (50.5)          | 14.8 (58.6)          | 18.1 (64.6)          | 20.5 (68.9)          | 20 (68)              | 16 (61)              | 11.9 (53.4)          | 6.3 (43.3)           | 3.2 (37.8)           | 11.2 (52.2)          |
| 平均低温 °C（°F）    | −0.9 (30.4)          | −0.7 (30.7)          | 2 (36)               | 4.3 (39.7)           | 8.7 (47.7)           | 11.8 (53.2)          | 14 (57)              | 13.6 (56.5)          | 10.1 (50.2)          | 7.1 (44.8)           | 2.5 (36.5)           | 0.2 (32.4)           | 6.1 (43.0)           |
| 历史最低温 °C（°F）  | −22.2 (−8.0)         | −18.5 (−1.3)         | −15.5 (4.1)          | −7 (19)              | −2.9 (26.8)          | 0.5 (32.9)           | 2.8 (37.0)           | 2.5 (36.5)           | −1.2 (29.8)          | −6 (21)              | −10.5 (13.1)         | −18.5 (−1.3)         | −22.2 (−8.0)         |
| 平均降水量 mm（）    | 83.1 (3.27)          | 74.1 (2.92)          | 75.8 (2.98)          | 73 (2.9)             | 102.5 (4.04)         | 85.3 (3.36)          | 88.6 (3.49)          | 80.9 (3.19)          | 89.2 (3.51)          | 98 (3.9)             | 95.7 (3.77)          | 103.9 (4.09)         | 1,050.1 (41.34)      |
| 月均日照時數         | 72.5                 | 91.7                 | 140.6                | 175.9                | 203.9                | 231                  | 240.9                | 227.5                | 172.2                | 121.4                | 67                   | 54.9                 | 1,799.5              |
| 来源：infoclimat.fr  |                      |                      |                      |                      |                      |                      |                      |                      |                      |                      |                      |                      |                      |

## 行政区划

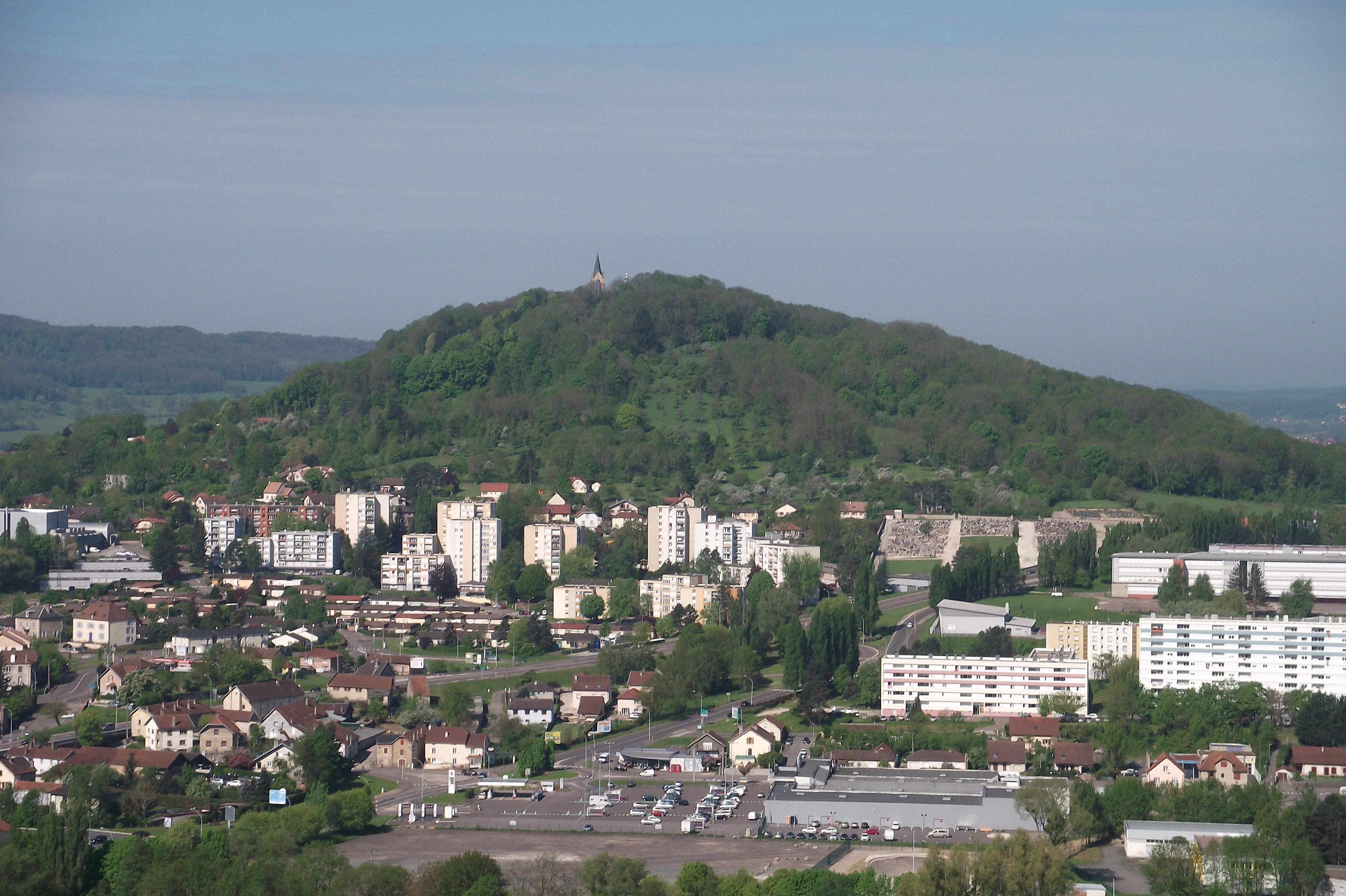
鸟瞰沃苏勒城

沃苏勒是法国勃艮第-弗朗什-孔泰大区上索恩省的一个市镇，编号为70550，它也是上索恩省的省会。沃苏勒下辖沃苏勒区，隶属于上索恩省第一选区，管理沃苏勒第一县和第二县，同时也是沃苏勒城市圈公共社区的办公驻地。
沃苏勒市镇被划为三个街区，每个街区内部设有社团，不定期举办各类交流活动。
法国国家统计与经济研究所（简称）在进行数据统计时，将沃苏勒及周边另外7个市镇设为沃苏勒城市核心区，并将包括核心区在内的周边共111个市镇划为沃苏勒城市区。自2020年起，沃苏勒城市区被包含158个市镇的沃苏勒城市辐射区代替。此外，还将沃苏勒市镇分为了7个“块区”，以便于统计人口分布情况。

## 交通

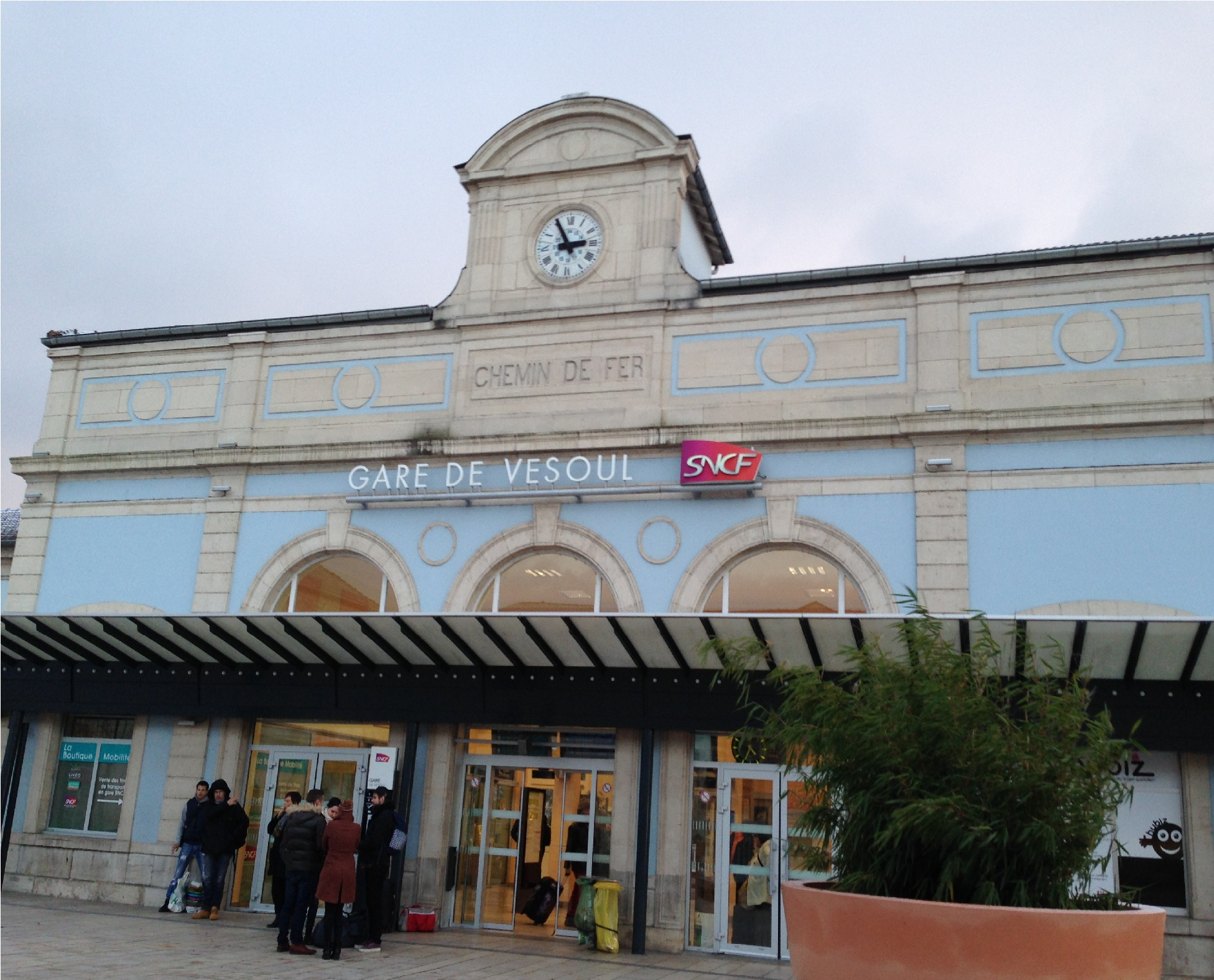
沃苏勒火车站

### 公路
法国国道N19线和N57线在沃苏勒十字交汇，与上索恩省省道D10线、D13线、D118线、D301线、D321线和D457线等连接。
上索恩省城际客运巴士开行前往贝桑松、贝桑松高铁站和格雷的常规汽车线路，以及连接周边主要市镇的校车线路。
2018年，61.8%的沃苏勒居民拥有至少1辆私人汽车。2019年，沃苏勒境内共发生各类交通事故7起，造成1人遇难，11人受伤。

### 铁路
沃苏勒位于巴黎－米卢斯铁路线上，沃苏勒火车站每天停靠往返于巴黎和米卢斯之间的区域列车，该列车途径特鲁瓦、肖蒙和贝尔福等地，由沃苏勒前往巴黎最快需要3小时22分钟。

### 航空
沃苏勒境内没有任何航空设施。距离沃苏勒最近的民用航空机场为巴塞尔-米卢斯-弗赖堡欧洲机场，距离沃苏勒大约121公里。

### 城市公共交通
沃苏勒城市公共交通（商业名称为“Vbus”）是当地的城市公共交通系统。截至2021年12月，该系统共包括8条常规公交线路，路网覆盖了整个沃苏勒城市圈公共社区。

## 政治
沃苏勒的现任市长为阿兰·克雷蒂安先生，他是行动党的一名成员，于2012年上任，并于2014年和2020年两次连任，他在2020年的市政选举中获得了55.78%的支持率。
在2017年的法国总统大选的第一轮和第二轮选举当中，法国现任总统马克龙在沃苏勒分别获得23.36%和65.81%的支持率，均居所有候选人首位。
| 沃苏勒历届市长 |                                |                            |
| 任期           | 市长                           | 党派                       |
| 1945年－1946年 | René Hologne 勒内·奥洛涅       | 不详                       |
| 1946年－1953年 | Georges Garret 乔治·加雷       | 無黨籍 →RAD激进党          |
| 1953年－1977年 | Pierre Renet 皮埃尔·勒内       | CNIP全国独立人士与农民中心 |
| 1977年－1989年 | Pierre Chantelat 皮埃尔·尚特拉 | UDF法国民主联盟            |
| 1989年－1995年 | Loïc Niepceron 洛伊克·涅普瑟龙 | PS社会党                   |
| 1995年－2012年 | Alain Joyandet 阿兰·若扬代     | RPR保衛共和聯盟            |

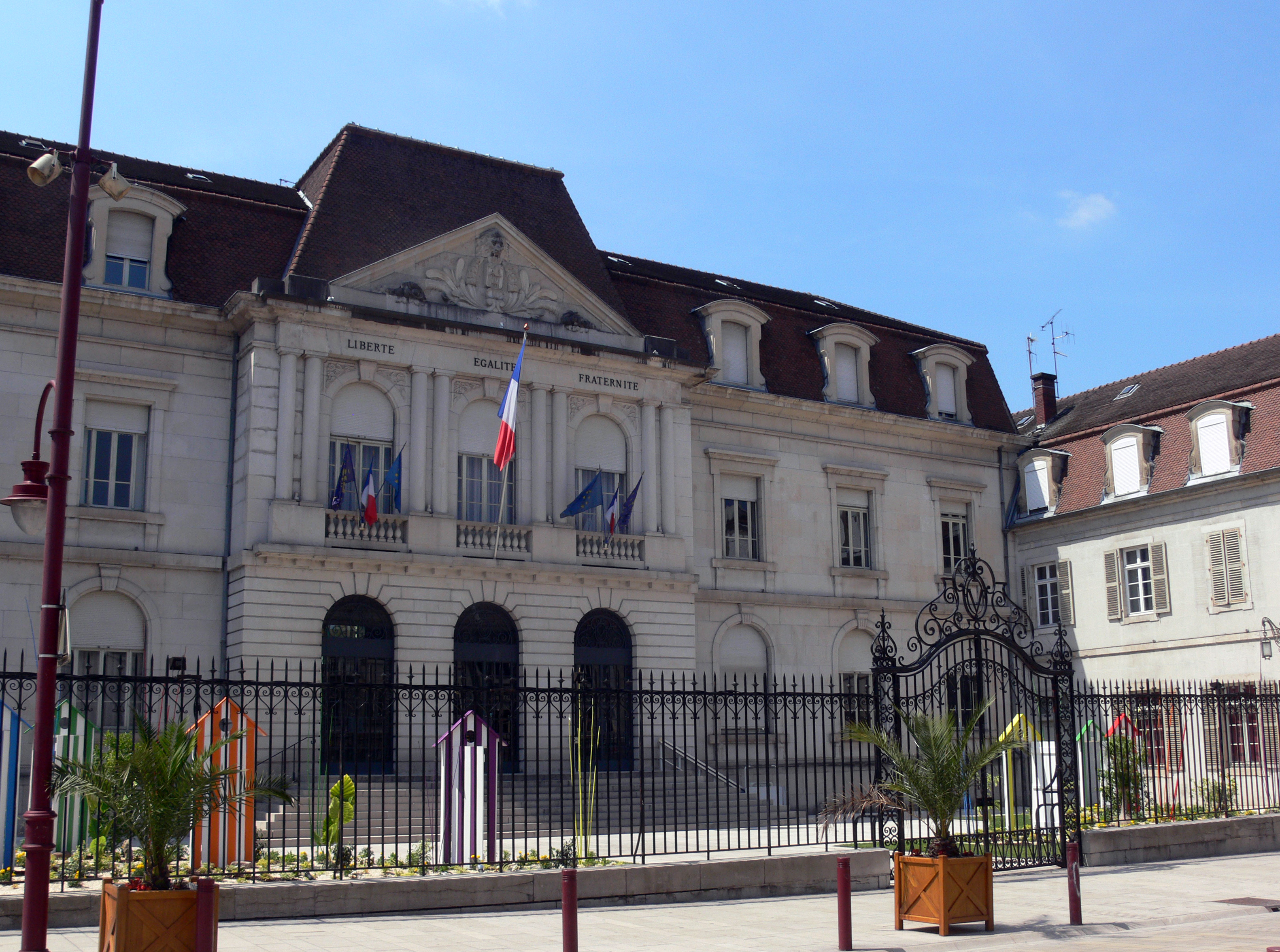
沃苏勒市政厅

| 2012年－       | Alain Chrétien 阿兰·克雷蒂安   | UMP人民运动联盟 →Agir行动  |

在2017年法国大选的第一轮和第二轮选举当中，法国现任总统马克龙在沃苏勒分别获得23.36%和65.81%的支持率，均居所有候选人首位。

## 人口
2018年，沃苏勒市镇人口数量为14,973，在法国排名第642位。其中男性6,922人，女性8,051人，75岁及以上人口占9.6%，外籍人口数量为4,566人，人口密度为1,651人/平方公里，当地居民被称为（男性）或（女性）。2019年，沃苏勒境内出生146人，死亡人口200人。
| 年份   | 1936   | 1946   | 1954   | 1962   | 1968   | 1975   | 1982   | 1990   | 1999   | 2006   | 2011   | 2016   | 2017   | 2018   |
| ------ | ------ | ------ | ------ | ------ | ------ | ------ | ------ | ------ | ------ | ------ | ------ | ------ | ------ | ------ |
| 人口數 | 11,926 | 11,825 | 12,038 | 13,678 | 16,352 | 18,173 | 18,412 | 17,614 | 17,168 | 16,370 | 15,623 | 14,998 | 14,916 | 14,973 |

## 经济

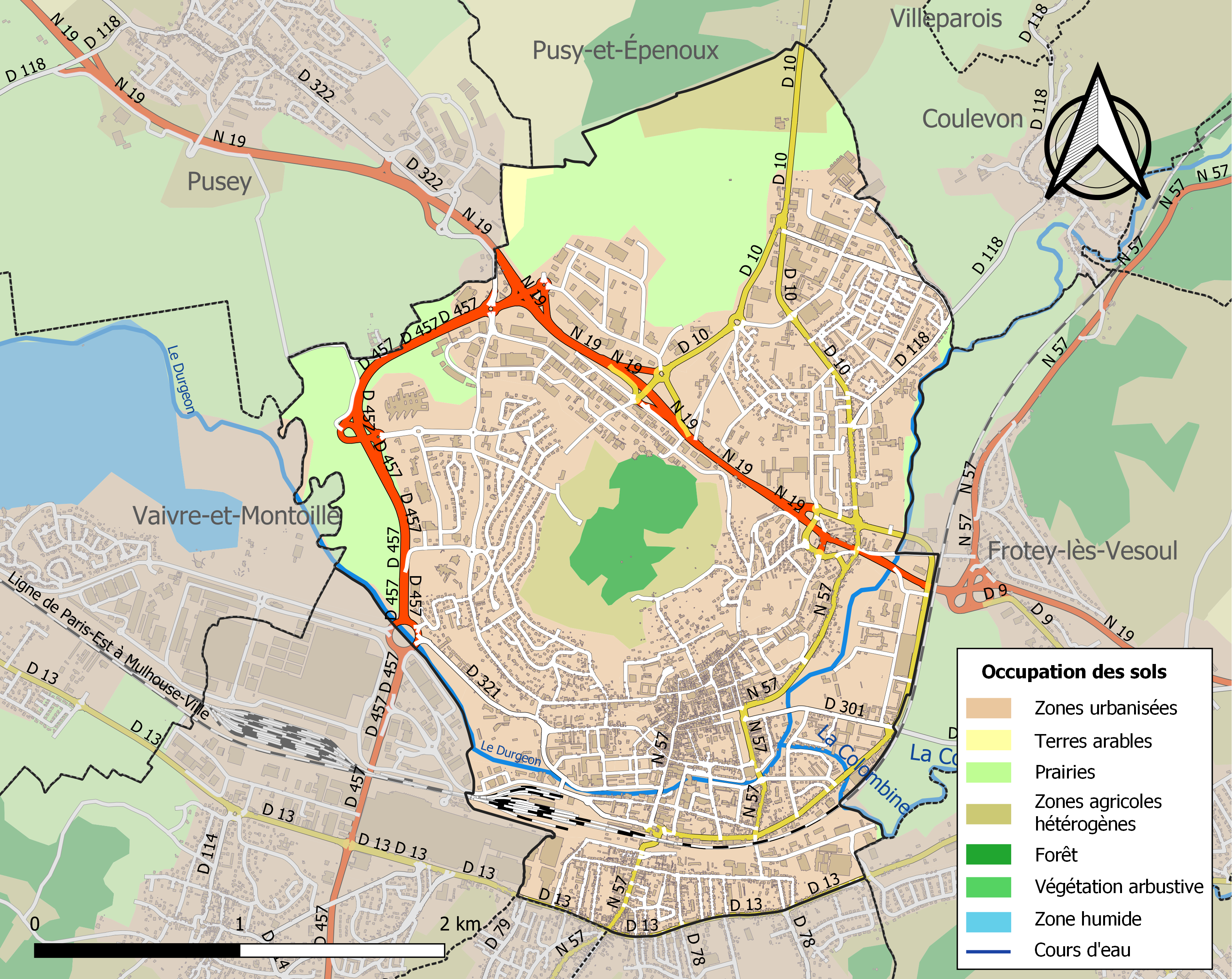
沃苏勒土地利用情况地图

沃苏勒是一个区域性的中心城市。截止2021年12月，沃苏勒市镇范围内共有各类用人单位（包含自雇）2,926家，平均历史为20年，其中98.68%为中小型企业（PME）。（大型零售）、（汽车销售）及（电力供应）是当地2020年营业额最高的三个企业，分别为32,929,449欧元、22,132,418欧元和18,665,963欧元。

## 财政与居民收入
2020年，沃苏勒的财政收入总额为18,656,100欧元，财政支出总额为17,169,300欧元，当年的债务总额为32,212,500欧元。2021年，沃苏勒共获得4,817,555欧元的国家财政补助，比上一年增加了0.08%。
2019年，沃苏勒的人均月收入总额为1,881欧元，其中高级职员为3,635欧元，低于法国平均水平（4,230欧元）；中级职员为2,163欧元，低于法国平均水平（2,411欧元）；普通职员为1,627欧元，亦低于法国平均水平（1,740欧元）。
2018年，沃苏勒境内的青壮年（15至64岁）失业率为20.2%，当地40.1%的家庭拥有纳税资格，平均纳税2,560欧元，低于法国平均水平（3,910欧元）。

## 社会事务

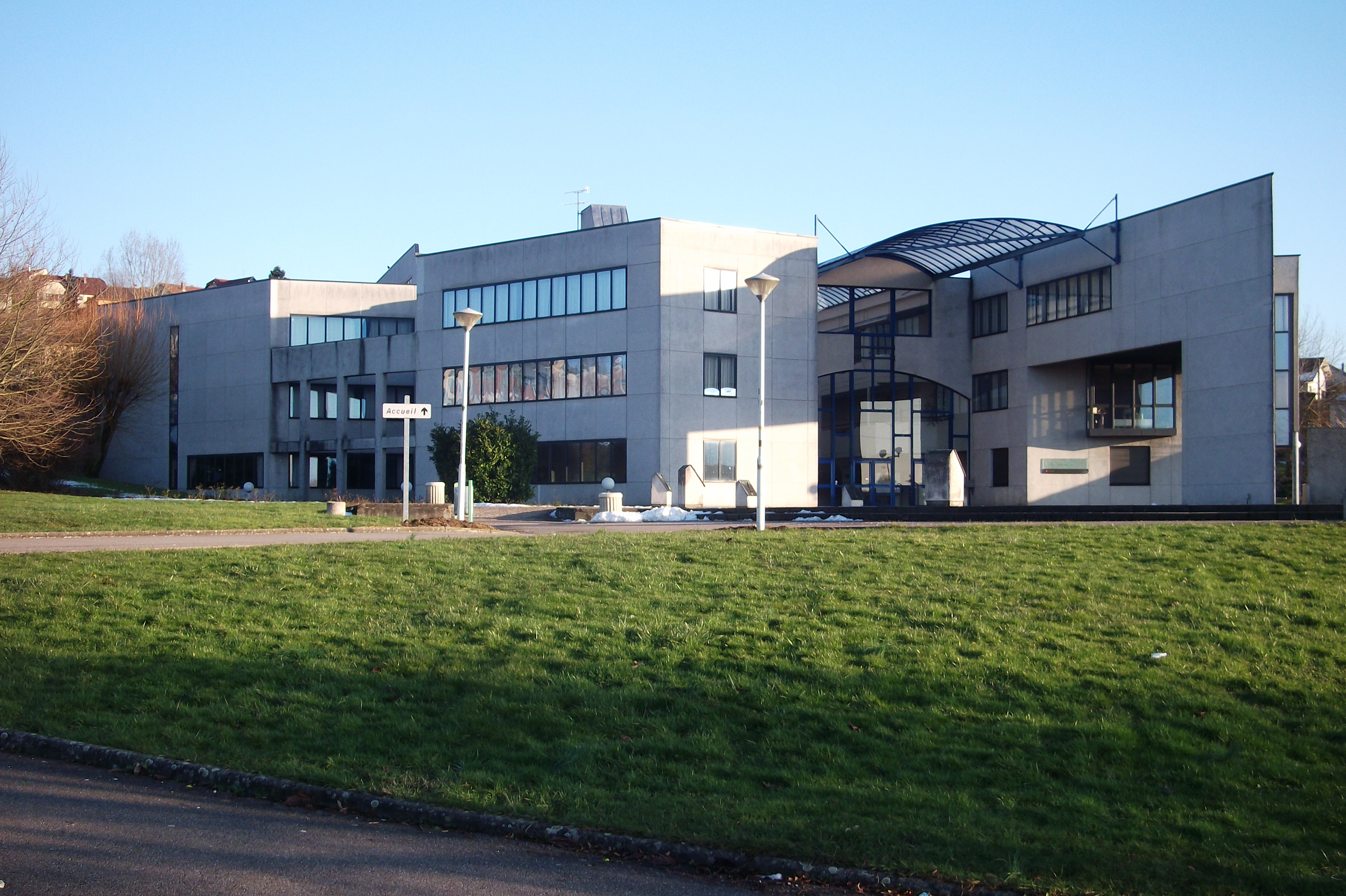
莱阿贝尔日高级中学

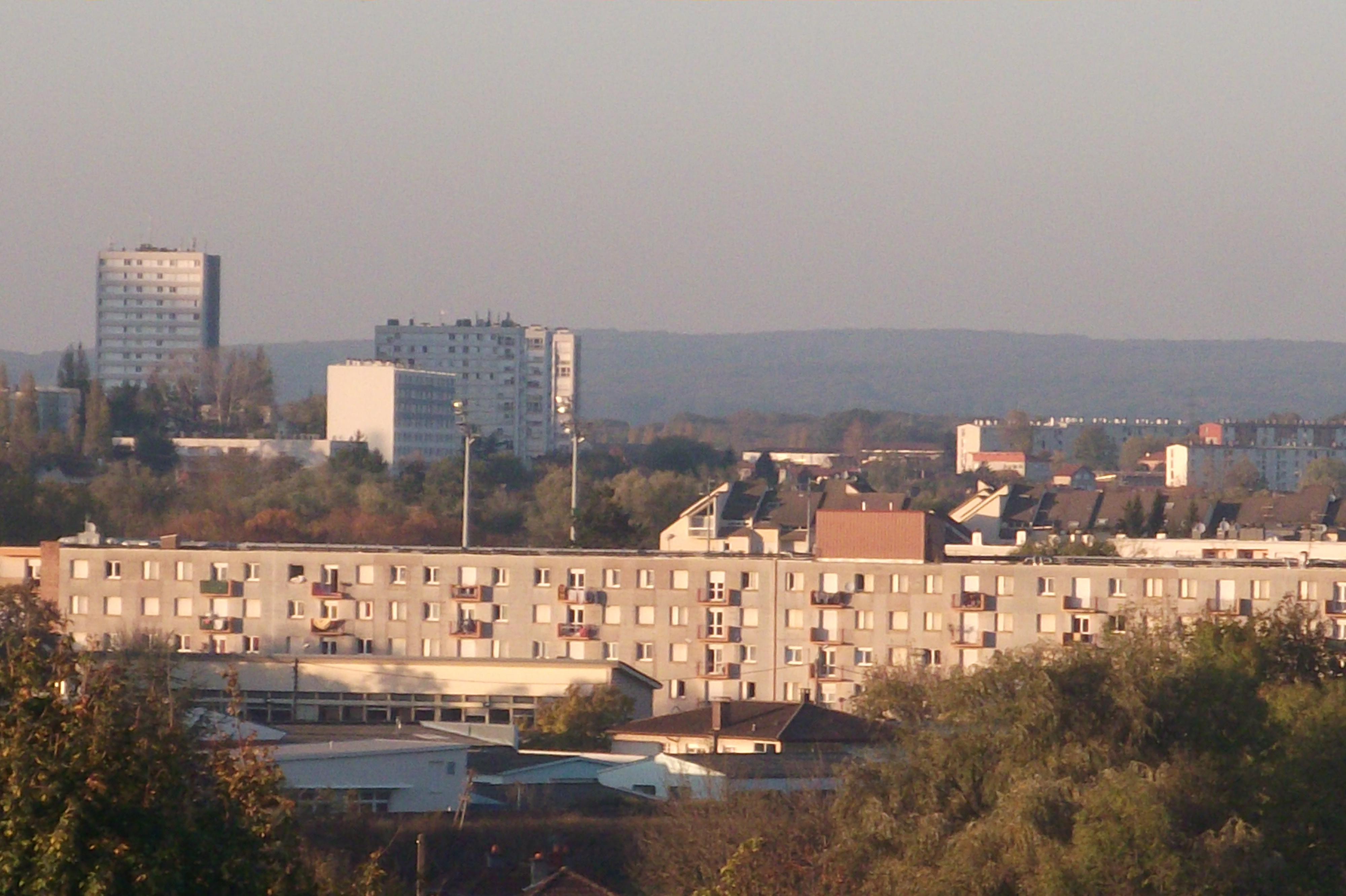
远眺沃苏勒的巴尔街区

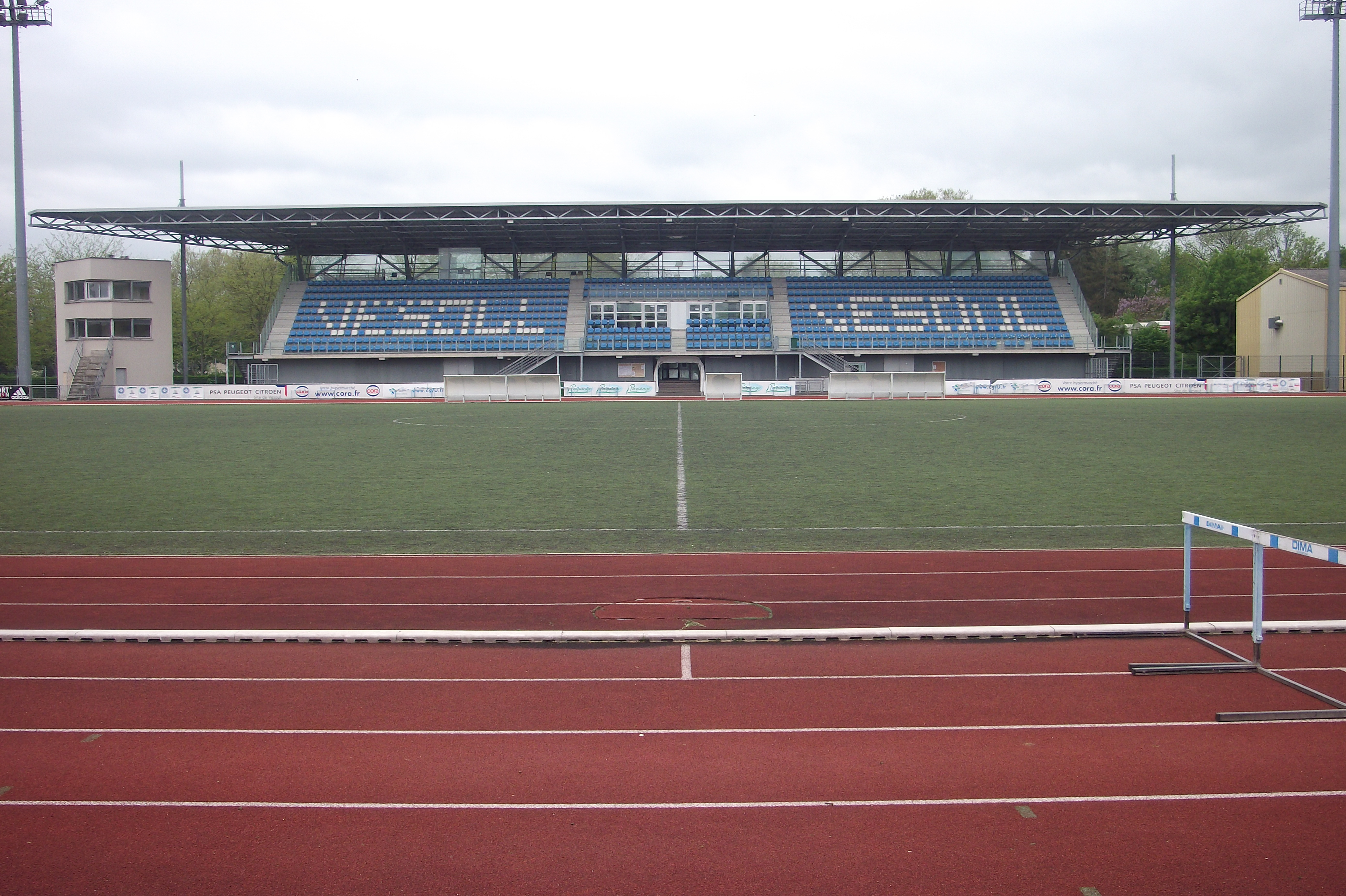
沃苏勒勒内·奥洛涅球场

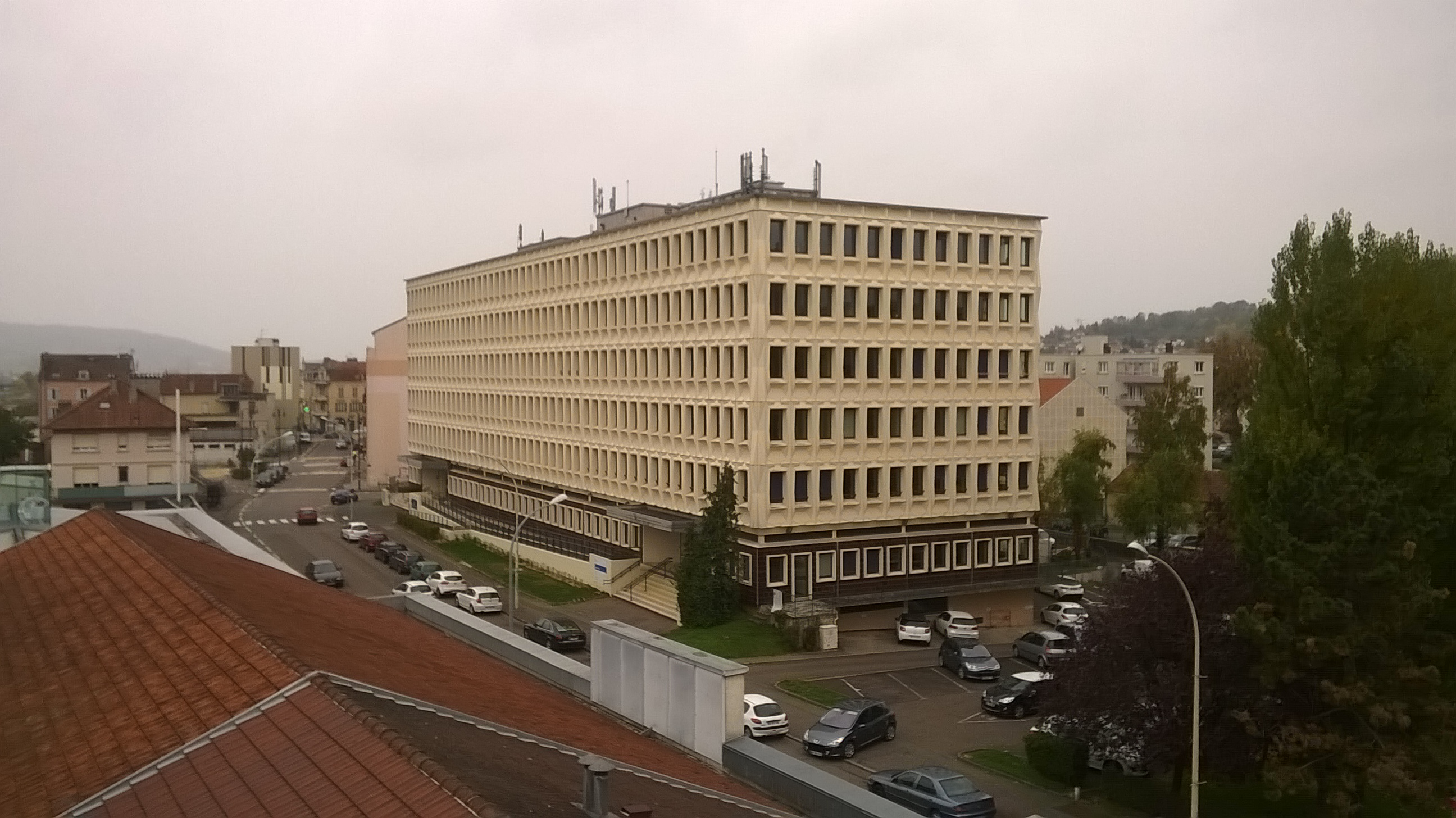
沃苏勒社保大楼

### 教育
沃苏勒属于贝桑松学区。截止2020年1月1日，沃苏勒境内共有4所幼儿园、7所小学、3所初级中学、2所普通高中、1所农业高中和2所职业高中。2018至2019学年度，沃苏勒境内共有在校中等教育阶段学生3,400名。
在高等教育方面，沃苏勒境内设有一处大学城，包括一所应用科技学院、一所师范学校和一所卫生学校。

### 医疗
截止2020年1月1日，沃苏勒境内共有全科医生23名、保健师21名、牙医15名、护士19名、耳科医生2名、眼科医生2名、皮肤科医生2名、助产士3名和妇科医生3名。境内共有药房8家、养老院3家、残疾人帮扶中心5家。
沃苏勒中心医院是法国的一个区域性医疗机构，其主病区位于沃苏勒市区北部，设有床位327个，是当地规模最大的公立综合性医院。

### 住房
2018年，沃苏勒境内共有各类住房9,404套，其中21.5%为独立式居民区，77.3%为集中式居民区。常住房屋占沃苏勒市镇范围内居民建筑总量的87.4%。
在住房保障政策方面，2020年，沃苏勒境内共有3,078户家庭获得了住房经济补助，受益人数占总人口数量的20.6%，其中3,026份为房租补助。此外，沃苏勒市政府还为当地的低收入群体提供保障性住房。

### 商业
2019年，沃苏勒境内共有各类实体商铺541家，其中餐厅90家、大型超市6家、杂货店5家、面包房24家、肉铺10家、书店8家、装饰品店2家、银行门店17家、美容美发店42家、汽车维修店26家。沃苏勒市中心建有一家Monoprix和家乐福便民超市，市区南部建有Lidl，市区北部的皮塞境内则建有开放式商业中心。

### 体育
2020年，沃苏勒境内共有2家游泳池、8间体育馆、1座综合体育场、4处足球或橄榄球场以及5处篮球或排球场，其中勒内·奥洛涅球场可容纳2,300名观众，是沃苏勒境内最大的体育中心。
截至2021年12月，沃苏勒市镇范围内共有六支注册足球俱乐部。沃苏勒足球俱乐部是当地的代表性足球队，该队成立于1917年，2021至2022赛季参加勃艮第-弗朗什-孔泰大区足球联赛。
沃苏勒曾于2001年被评为《法国运动之城》。

### 环境
沃苏勒的环境事务由其所属的公共社区负责。2019年，沃苏勒境内共有2家污染企业。

### 治安
沃苏勒境内设有一处派出所、一个消防救援队和一处国家宪兵队。此外，沃苏勒还有一处看守所。
2020年，沃苏勒宪兵总队辖区内共6个市镇累计发生各类案件1,475起，其中盗窃类案件704起，经济类案件218起，毒品交易类案件105起。

## 文化
2020年，沃苏勒境内共有2家电影院、1家博物馆和1家音乐厅。沃苏勒市政府提供多媒体中心，向公众全年开放。

### 建筑
沃苏勒境内有多处法国国家文物保护单位，其中圣乔治教堂、犹太教堂等为当地的地标性建筑物。

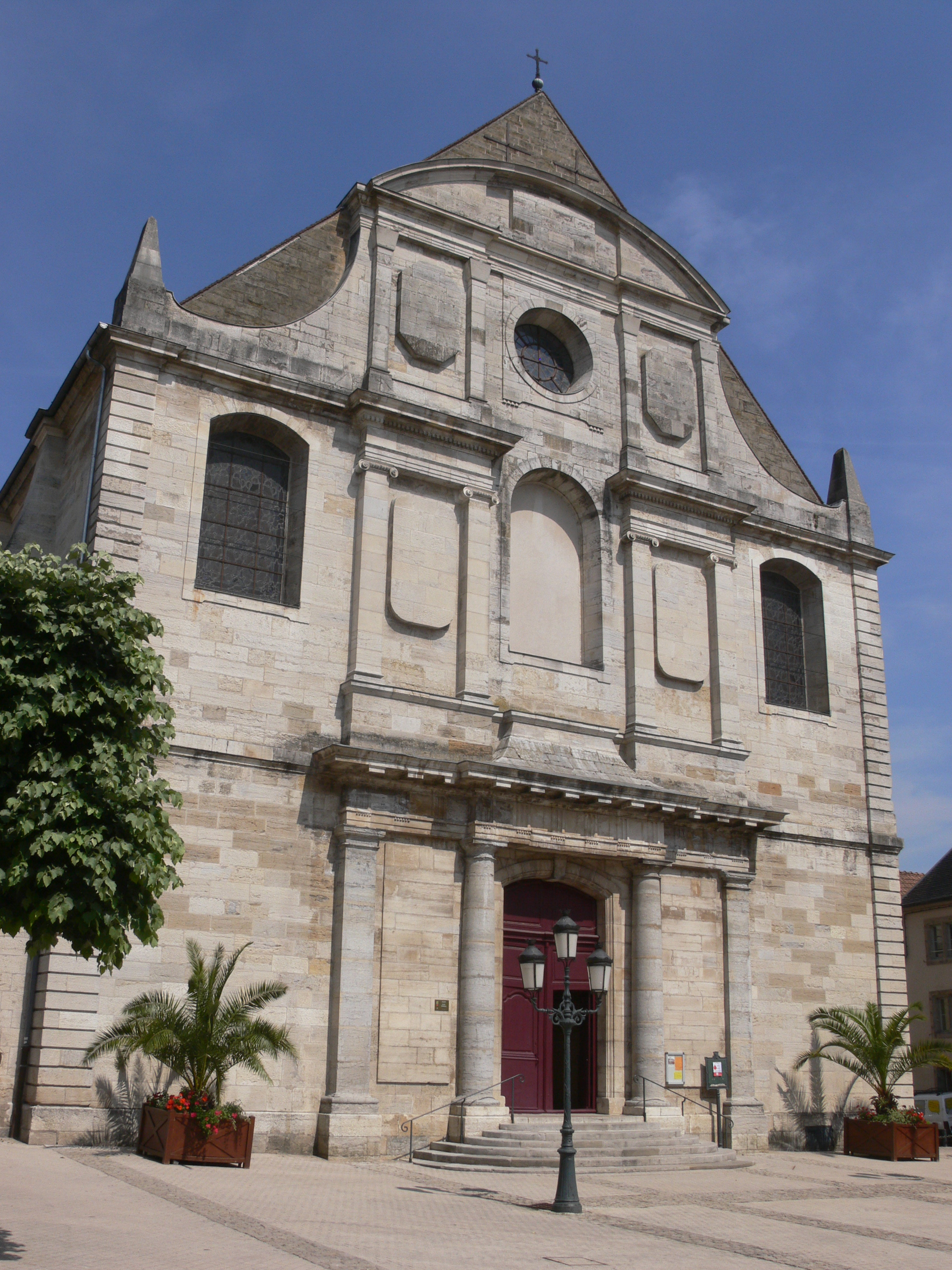
圣乔治教堂（法语：Église Saint-Georges de Vesoul）
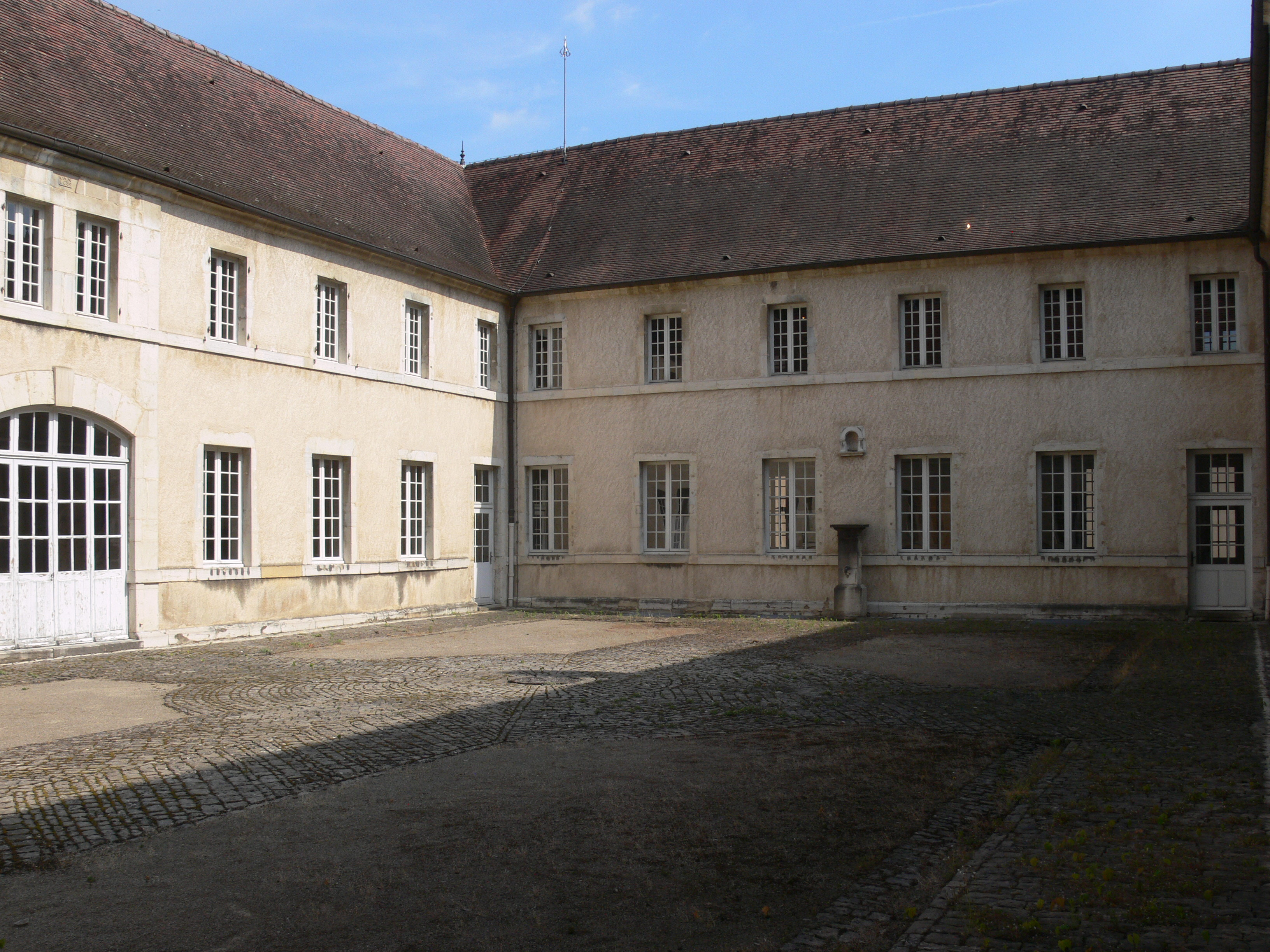
教会庭院
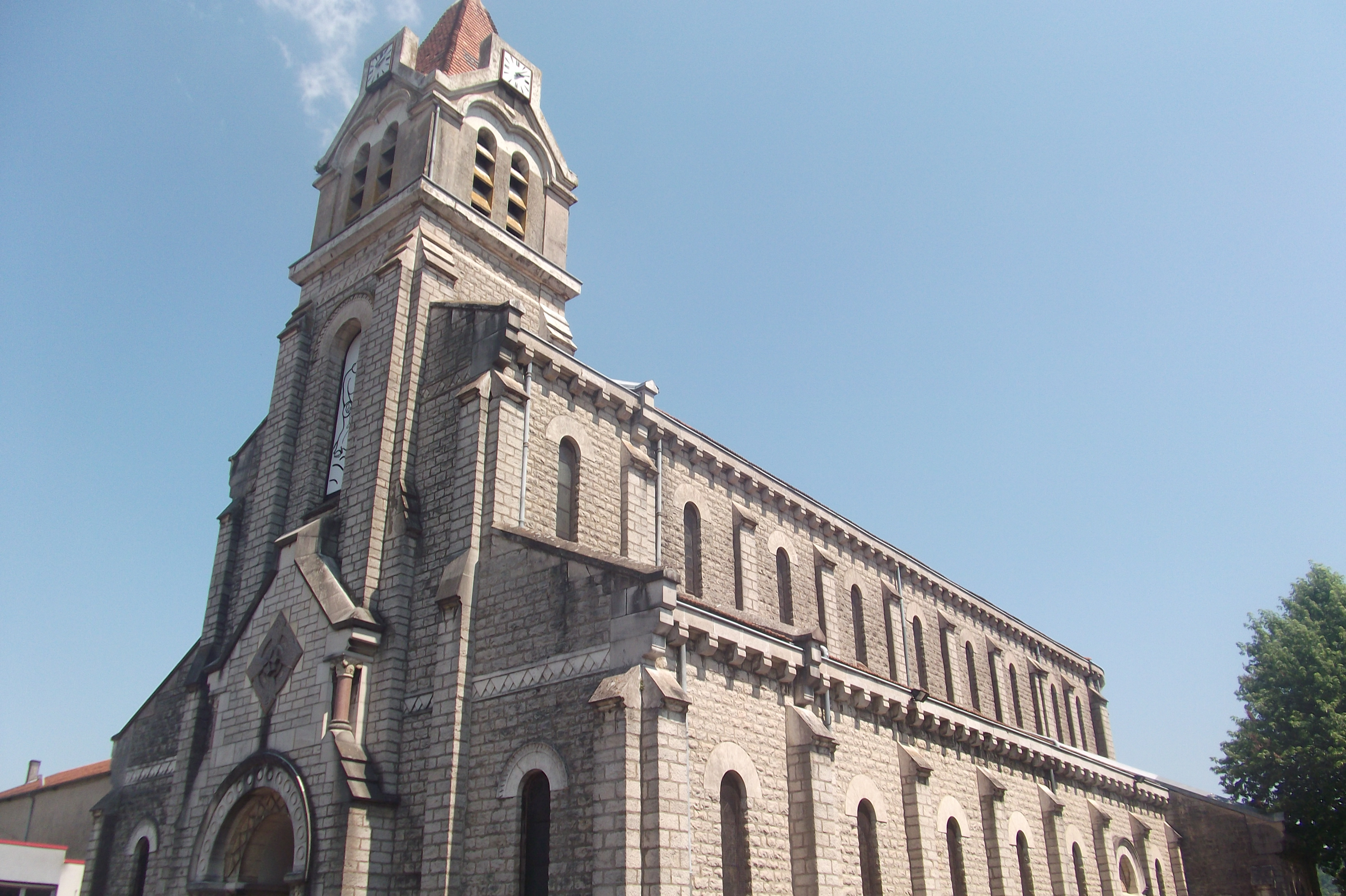
沃苏勒圣心教堂
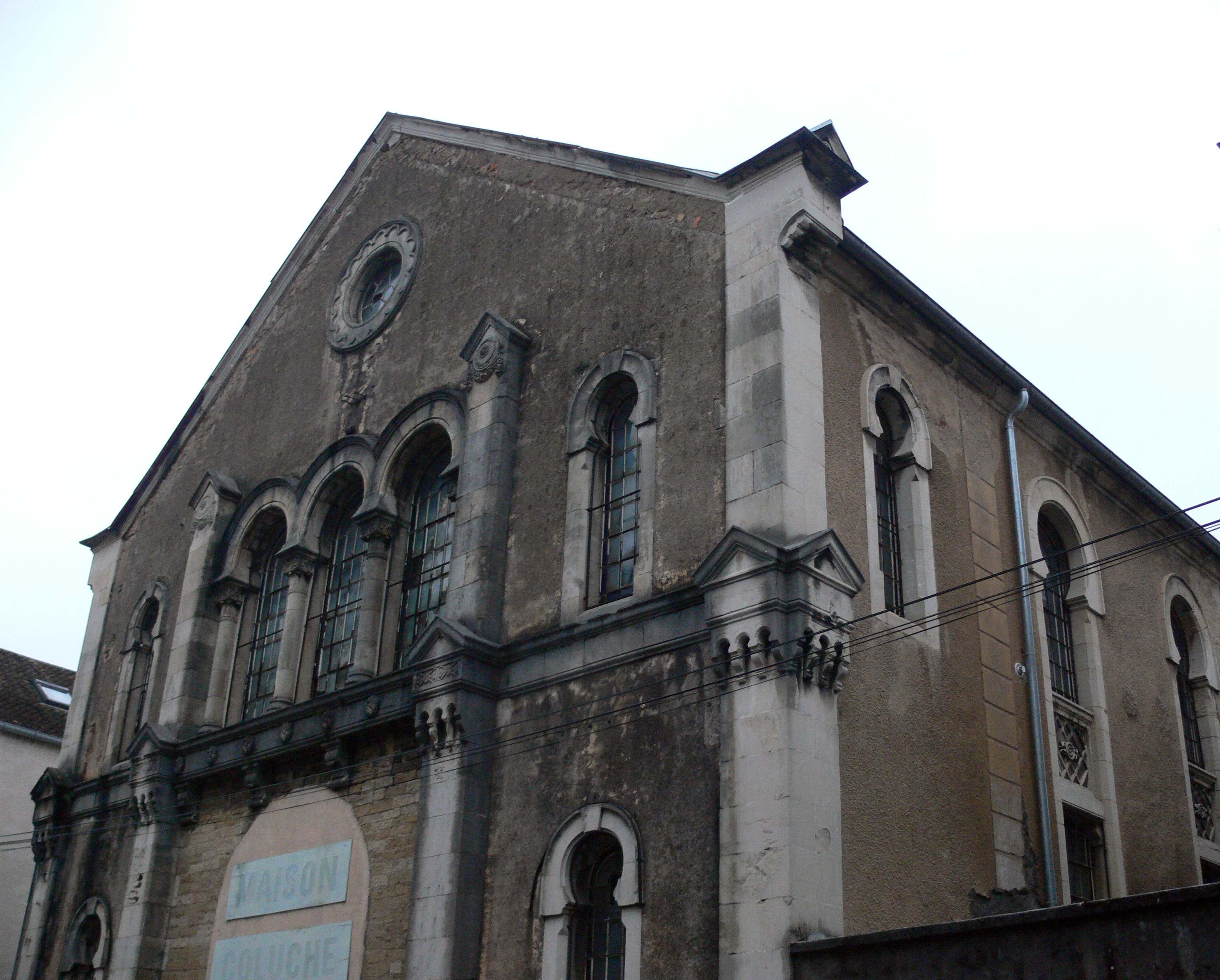
犹太教堂（法语：Synagogue de Vesoul）
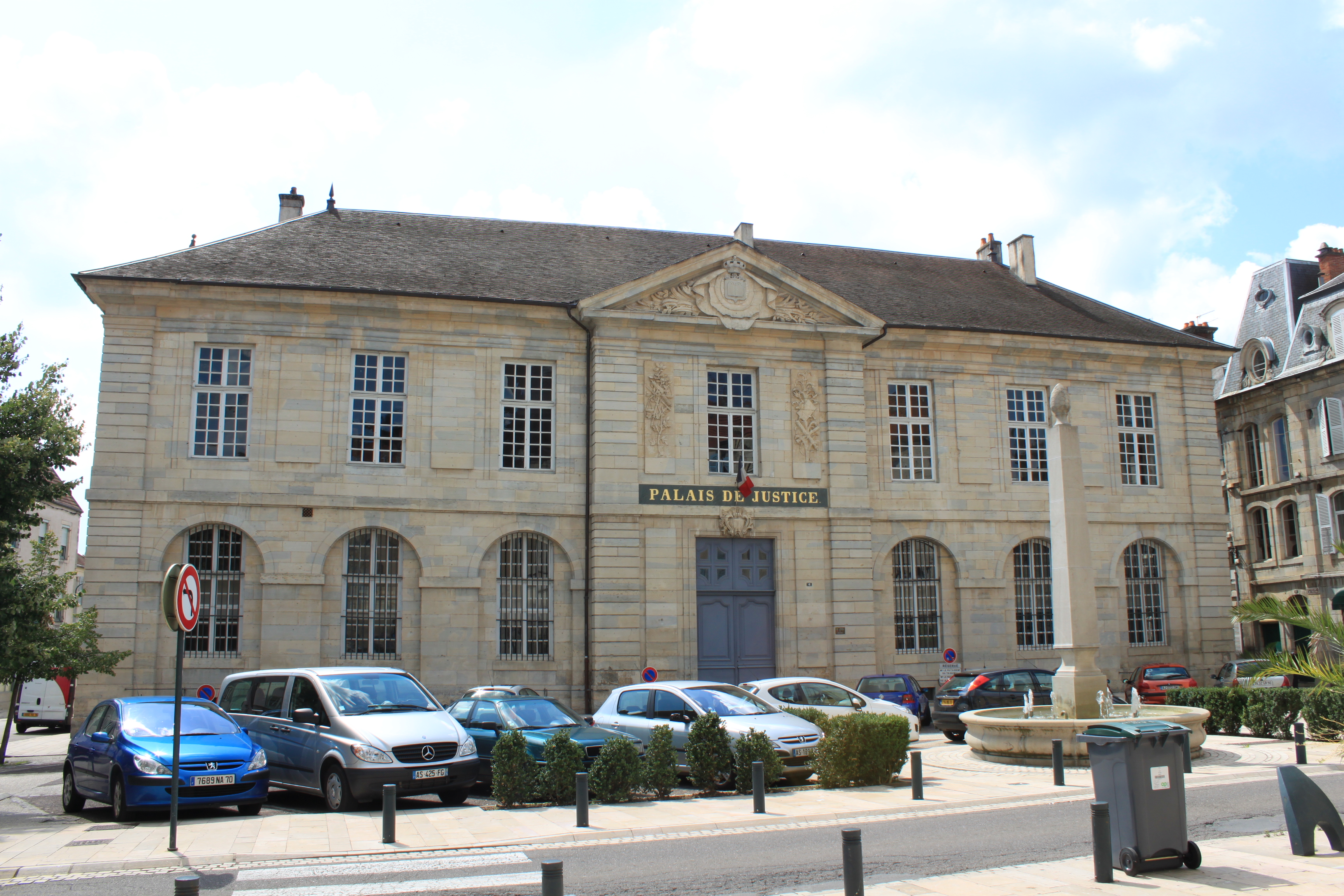
审判法院
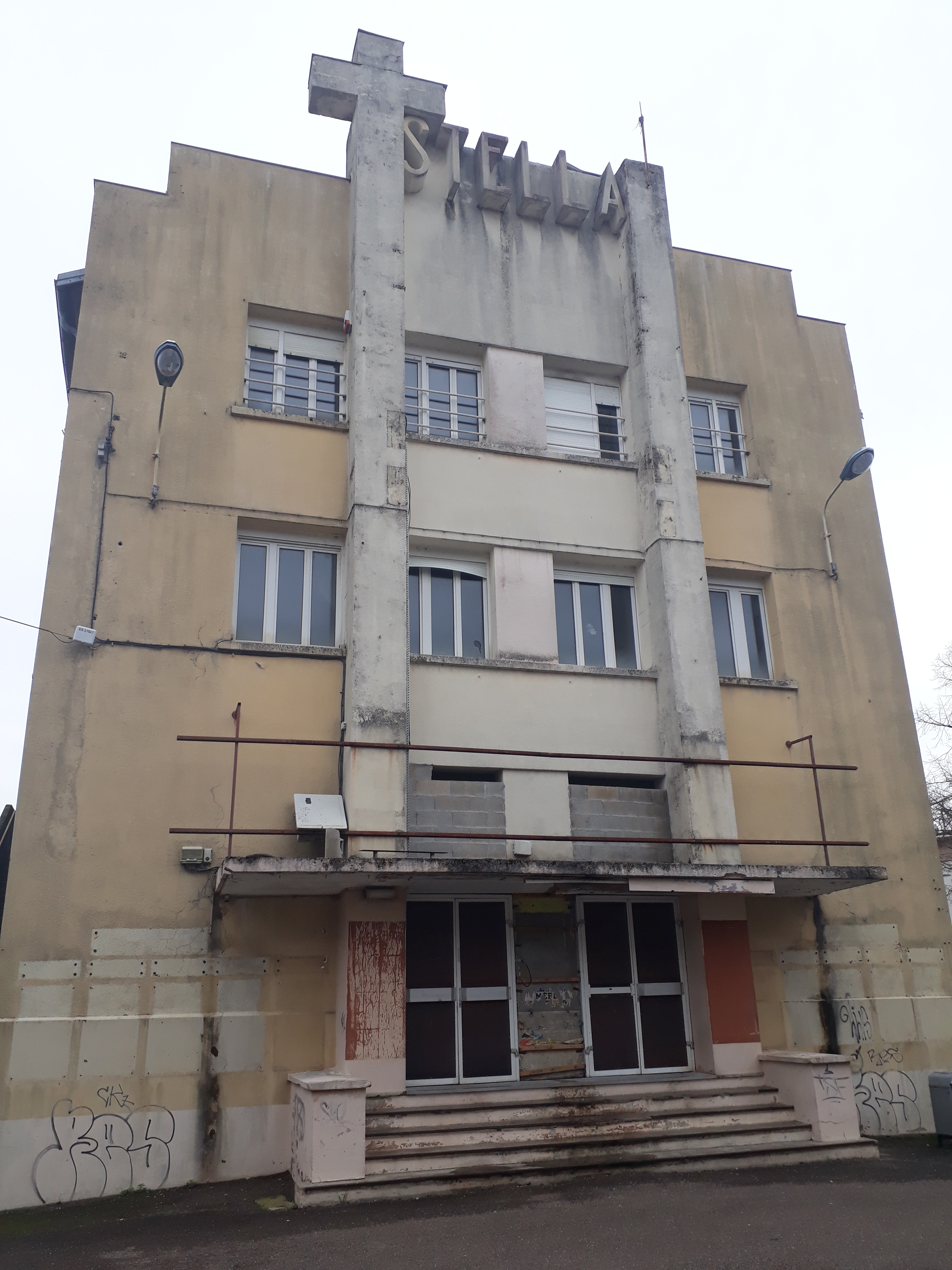
斯特拉电影院
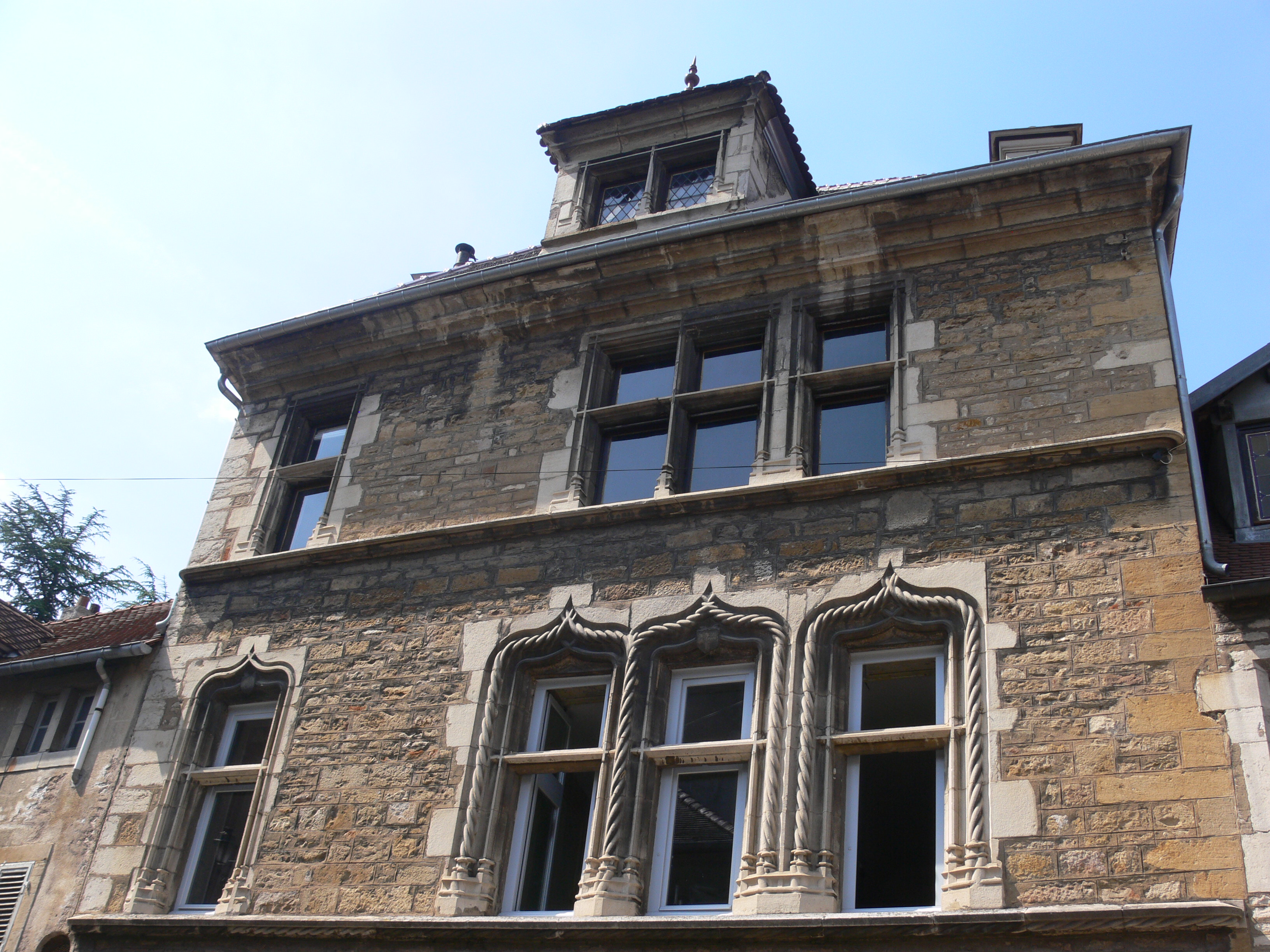
托马桑楼

### 旅游
沃苏勒境内的旅游景点以宗教类的建筑主要包括圣心教堂、圣乔治教堂和山丘圣母小教堂等。
沃苏勒的旅游事务由其所属的公共社区负责，当地设有一处旅游咨询处（Maison de Tourisme）。2021年，沃苏勒境内共有4家酒店共计151间房间；另有0个露营地，可容纳共0辆露营车。

### 媒体
法国主要的媒体均可在沃苏勒接收，法国电视三台下属的勃艮第-弗朗什-孔泰大区频道在部分时段播出沃苏勒所属区域的地方新闻。《沃苏勒周报》（La Presse de Vesoul）是当地的主要的地方性媒体。

### 音乐

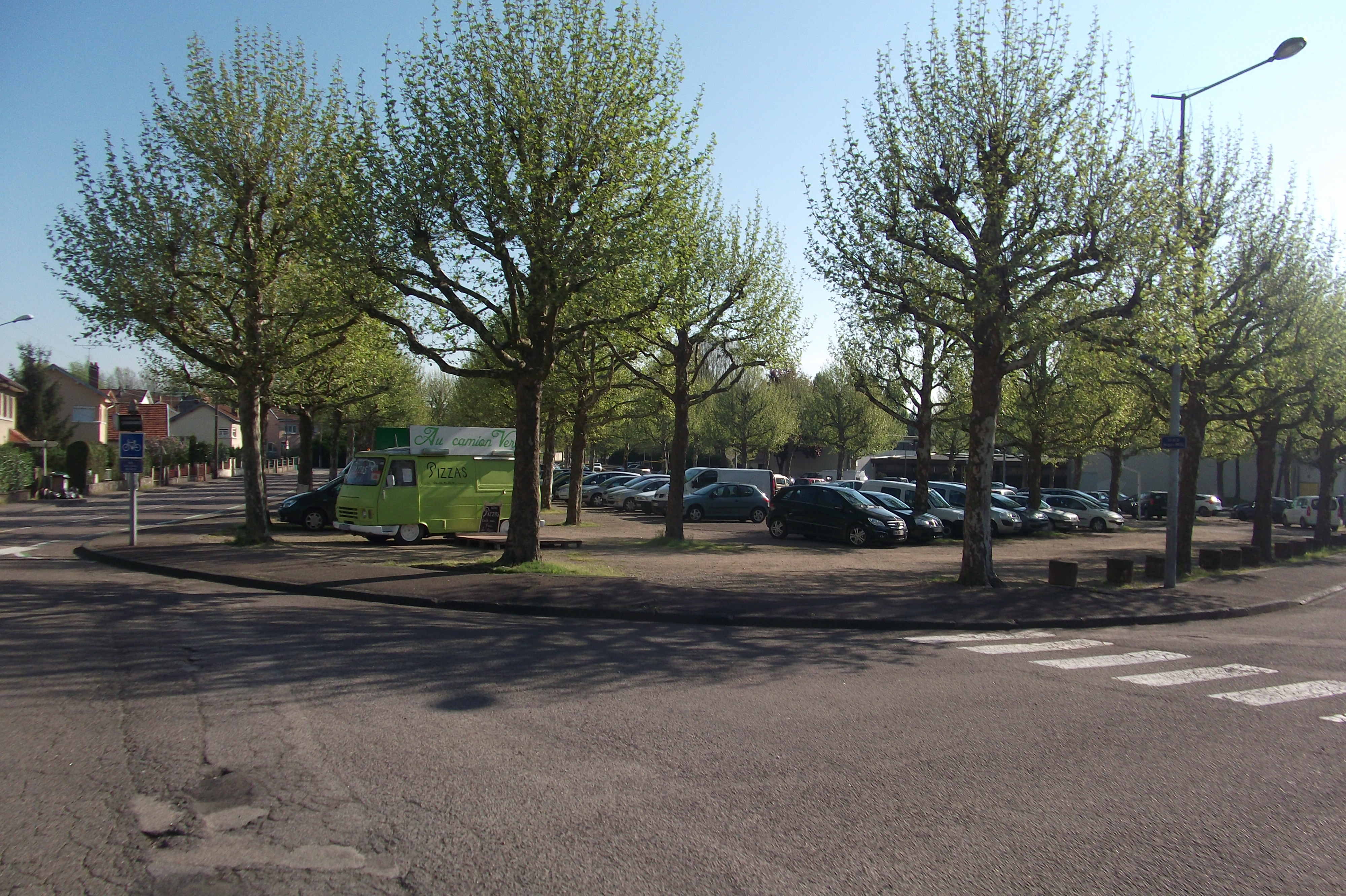
沃苏勒市中心的雅克·布雷尔广场

《沃苏勒 (歌曲)》是比利时法语歌手雅克·布雷尔于1968年发布的一首歌曲，并以其较为快速的旋律成为其代表作品之一，尽管歌词本身并没有太多关于沃苏勒的内容，但这首歌还是一定程度上提高了沃苏勒的城市知名度。

### 活动
沃苏勒亚洲国际电影节创建于1995年，每年2月或3月举办，是欧洲第一个以亚洲为主题的电影节。此外，沃苏勒自2000年起还每年举办雅克·布雷尔节。

## 相关人物
法国画家让-里奥·杰洛姆、工程师爱德华·伯兰、抵抗运动成员雷蒙·欧布拉克、三项全能运动员樊尚·路易斯、足球运动员保罗·纳尔迪和赛车手莱奥·樊尚出生于沃苏勒。

## 友好城市
截至2021年12月，沃苏勒共与两座城市互为友好城市关系：
- 德国盖林根
- 曼鎮